# Lomjansguten
Lomjansgutens, egentligen Per Jönsson, född 22 oktober 1816 i Gräsmarks församling, Värmlands län, död 19 maj 1875 i Gräsmarks församling, Värmlands län, var en svensk fiolspelman. Smeknamnet kommer från Lomjanstorp där han växte upp. Han skall ha lärts upp av spelmannen Metbäcken och även ha varit i Kristiania på 1840-talet och spelat med Ole Bull. Flera skrönor och sägner finns om Lomjansguten. Han är huvudperson i Lars Anderssons roman Lomjansguten från 2014, samt i Västanå teaters pjäs som bygger på romanen.